# Voyage dans le temps
 (septembre 2024).
Si vous disposez d'ouvrages ou d'articles de référence ou si vous connaissez des sites web de qualité traitant du thème abordé ici, merci de compléter l'article en donnant les références utiles à sa vérifiabilité et en les liant à la section « Notes et références ».
Le voyage dans le temps est un des grands thèmes de la littérature en général, et des registres que sont la science-fiction et le fantastique, en particulier. Toutefois, la littérature scientifique se positionne quant à cette hypothèse, en en étudiant les possibilités depuis plus d'un siècle.
Le concept repose sur l'énoncé suivant : pouvoir physiquement revivre le temps passé et explorer le temps futur. Dans la première proposition, il est donc possible de revivre ce qui a eu lieu ; dans la seconde, il est donc possible de découvrir, de voir, de vivre, ce qui va advenir.
Cette idée prend peut-être sa source dans la faculté qu'on trouve chez un humain à rêver, à se remémorer, et à se projeter à la fois dans ses souvenirs — qui amalgament de multiples expériences — et dans ses perspectives d'avenir. La littérature vient donc concrétiser par un récit ce qui n'était jusqu'alors qu'une série d'expériences vécues inconsciemment (le résidu du rêve au réveil) ou consciemment (un songe éveillé). La littérature ne s'encombre donc pas d'être en accord avec la logique temporelle linéaire : elle peut se permettre, par l'imaginaire, de voyager dans le temps.
Les plus anciennes mentions de voyage dans le temps se trouvent dans des récits très anciens : en Chine, un personnage découvre des miroirs qui sont autant de portails temporels (Complément au Voyage vers l'Ouest de Wu Cheng'en, vers 1640) ; plus ancienne encore, on trouve dans la matière de Bretagne Merlin l’Enchanteur, qui, au cœur du cycle arthurien, visite les temps passés.
D'une manière générale, les textes liés aux spiritualités, aux pratiques religieuses, qui font appel à plusieurs rituels de divination (forme oraculaire, prédictions, etc.), mettent en jeu une partie de cette idée : prédire, voir l'avenir.
Les physiciens et les philosophes, tout autant que les écrivains, sont interpelés par les effets théoriques, les conséquences, d'un voyage dans le temps en convoquant la vitesse de la lumière, les paradoxes temporels, les trous de vers, l'entropie, etc..
Au cœur de ce dispositif imaginaire et hypothétique, beaucoup de récits font appel à une machine soit à voyager dans le temps, soit à explorer le temps : soit le temps est vu comme une matière élastique, soit il est vu comme un flux linéaire mais non unidirectionnel. Une troisième possibilité convoque l'idée de temps parallèle, voire d'univers parallèles. D'une manière générale, les scientifiques considèrent que les moyens d'y parvenir restent hypothétiques à notre échelle étant donnée la technologie dont nous disposons : Stephen Hawking (2010) a clairement démontré qu'un tel voyage, un seul saut dans le passé ou dans le futur, si jamais, nécessiterait de mobiliser l'énergie dont dispose toute une planète.

## Définitions
L'une des définitions les plus connues[Selon qui ?] du voyage dans le temps est formulée par David Lewis (1976) :
« Qu’est-ce que le voyage dans le temps ? Inévitablement, cela implique un décalage entre le temps et le temps. Tout voyageur s’en va puis arrive à destination ; le temps écoulé entre le départ et l’arrivée (positif ou peut-être nul) est la durée du voyage. Mais s’il est un voyageur dans le temps, la séparation dans le temps entre le départ et l’arrivée n’équivaut pas à la durée de son voyage. […] Comment se peut-il que les deux mêmes événements, son départ et son arrivée, soient séparés par deux délais inégaux ? […] Je réponds en distinguant le temps lui-même, le temps extérieur comme je l’appellerai aussi, du temps personnel d’un voyageur temporel particulier : en gros, ce qui est mesuré par sa montre-bracelet. Son voyage prend une heure de son temps personnel, disons. […] Mais l’arrivée est plus qu’une heure après le départ en heure externe, s’il voyage vers le futur, ou l’arrivée est avant le départ en temps externe […] s’il voyage vers le passé. »[pas clair]
Une autre définition du voyage dans le temps, l’assimile à l’existence des courbes temporelles fermées, une variété lorentzienne d’une particule matérielle dans l’espace-temps qui revient à son point de départ.
Certains auteurs acceptent l’existence de deux dimensions temporelles et d’autres envisagent des scénarios comportant plusieurs univers « parallèles », chacun ayant son propre espace-temps à quatre dimensions. Mais la question est de savoir si un voyage dans une autre dimension temporelle ou dans un autre univers parallèle est en fait un voyage dans le temps ou virtuel.
Examiner la possibilité de revenir dans le temps dans un univers hypothétique décrit par une métrique de Gödel a amené Kurt Gödel à affirmer que le temps pouvait être une sorte d’illusion, une autre dimension de l’espace, donnant lieu à un « cube à quatre dimensions », le tesseract ou hypercube.

## Histoire du concept
Les Incas considéraient l’espace et le temps comme un concept unique appelé pacha[Quoi ?].
La philosophie grecque ancienne avait deux concepts temporels différents : pour Héraclite, le monde est un flux continu, tandis que selon Parménide, la vérité et la réalité sont stables et éternelles (« Ce qui est est, ce qui n'est pas n'est pas » , in: Le Poème). Aristote soutenait que changer le passé dépasse même le pouvoir d'un dieu. Pour cette raison, « personne ne pense au passé, mais à ce qui est futur et peut être différent ».
Dans la mythologie hindoue, le Mahabharata raconte l’histoire du roi Raivata Kakudmi, qui voyage au paradis pour rencontrer le créateur de Brahmā, et est surpris de constater qu'il revient sur Terre après que plusieurs siècles se sont écoulés,.
Le Bouddhiste Pāli Canon déclare que Payasi Sutta a dit à l’un des disciples de Bouddha, Kumara Kassapa, qu’il lui a dit que « dans le paradis des trente-trois dévas, le temps passe à un rythme différent et les gens vivent beaucoup plus longtemps. Dans notre siècle cent ans, seulement un jour, vingt-quatre heures, auraient passé pour eux. »[pas clair][pertinence contestée]
Les philosophes et les théologiens médiévaux ont développé le concept d’un univers au passé fini avec un commencement, appelé aujourd’hui finitisme temporel[Quoi ?].[précision nécessaire]
Dès la fin du XIXe siècle, les soubassements théoriques de la relativité générale suggèrent qu’une géométrie espace-temps, par exemple non-euclidienne, appropriée ou certains types de mouvement dans l’espace peuvent permettre un voyage dans le temps si ces géométries ou mouvements sont possibles. La possibilité de courbes fermées dans le temps (des mondes formant des boucles enfermées dans l’espace), telle que l’espace-temps de Gödel, pour laquelle il existe des solutions aux équations de relativité générale, permettrait le voyage dans le passé, mais la plausibilité des solutions est incertaine.
De son côté, revenant aux fondamentaux métaphysiques, McTaggart (1866-1925) a développé un argument en faveur de la non-réalité du temps qui est devenu un point de départ commun pour discuter de sa nature. Seule la philosophie parménidéenne, selon laquelle le passé et le futur sont aussi réels que le présent, permet de concevoir des voyages dans le temps.
Pour voyager dans le temps, il est nécessaire de voyager plus rapidement que la vitesse de la lumière, comme dans le cas des cordes cosmiques, des trous de ver et des métriques d'Alcubierre. Hawking a formulé la conjecture de protection chronologique, suggérant que les lois fondamentales de la nature ne permettent pas le voyage dans le temps, mais qu’une décision claire ne peut être prise que dans une théorie complètement unifiée de la gravitation quantique.[pas clair]
Les trous de ver sont des objets théoriques consistant en un espace-temps incurvé, permis par les équations de relativité de champ d’Einstein. Un voyage dans le temps est possible dans ce cas si une extrémité du trou de ver est accélérée jusqu’à une fraction significative de la vitesse de la lumière puis ramenée au point d’origine. On peut aussi concevoir l'utilisation d'une seule entrée de trou de ver, déplacée dans le champ gravitationnel d’un objet dont la gravité est supérieure à celle de l’autre entrée, puis ramenée à une position proche de l’autre entrée. Dans les deux cas, la dilatation du temps détermine que la temporalité de l'extrémité du trou de ver qui a été déplacée est inférieure à celle de l'extrémité stationnaire.[incompréhensible]. La construction d’un trou de vers traversable nécessiterait l’existence d’une substance d’énergie négative et une distribution d’énergie violant toutes les lois de la thermodynamique, mais un voyage dans le temps serait néanmoins possible en raison de l’effet Casimir en physique quantique.
Dans le cas d’un signal dont la vitesse est inférieure ou égale à la vitesse de la lumière, la transmission a eu lieu avant la réception. Si la vitesse est supérieure à la vitesse de la lumière, le signal est reçu avant son envoi. On peut dire que le signal est revenu dans le temps (antitéléphone tachyonique).
En mécanique quantique, il existe des phénomènes tels que la téléportation quantique, le paradoxe d’Einstein-Podolsky-Rosen ou l’inséparabilité quantique qui pourraient permettre un voyage dans le temps. L’interprétation de Bohm suppose que certaines informations sont instantanément échangées entre les particules pour conserver les corrélations entre elles, effet appelé « action fantôme à distance » par Einstein. Mais les théories modernes ne permettent pas les voyages dans le temps en raison de la conservation de la causalité.
Les univers multiples d’Everett en mécanique quantique apportent une solution au paradoxe du grand-père, impliquant l’idée du temps du voyageur arrivant dans un univers différent de celui d’où il vient ; mais dans un tel cas, ce n’est pas un voyage « en temps réel ». L’interprétation acceptée de plusieurs mondes suggère que tous les événements quantiques possibles peuvent apparaître dans des histoires mutuellement exclusives. Stephen Hawking soutient que chaque voyageur ne devrait connaître qu’une histoire cohérente, de sorte que les voyageurs temporels restent dans leur propre monde plutôt que de voyager dans un autre.
Daniel Greenberger et Karl Svozil ont proposé un modèle quantique pour le paradoxe intemporel : le passé observé aujourd’hui est déterministe (un seul état possible), mais le présent observé dans le passé a de nombreux états possibles jusqu’à ce que les actions (inévitables) provoquent leur « effondrement » dans un seul état.
Les voyages dans le futur supposent une expansion du temps, conséquence directe de l’inversion de la vitesse de la lumière (Alain Ferraro 2007) en se déplaçant à des vitesses relativistes ou sous l’effet d'une très forte gravité (par exemple, celle d'un trou noir).

## Un procédé littéraire: uneexpérience de pensée
Dès les origines, c'est un procédé littéraire destiné à exposer les thèses d'un auteur sur sa vision de l'avenir. De ce point de vue, le procédé du voyage dans le temps est une variante, un aspect particulier du roman d'anticipation. Ainsi le thème du voyage dans le temps se confond, dès Herbert George Wells (La Machine à explorer le temps) avec une description de l'avenir à fort contenu politique, assez proche de celle de Jules Verne (Paris au XXe siècle), qui n'y recourt cependant pas : dès les premiers « romans scientifiques » dont le XIXe siècle sera si prolixe, anticipation et voyage dans le temps sont les deux aspects d'un même projet : décrire l'avenir, radieux ou inquiétant. Mais faire voyager le protagoniste dans le temps est un moyen commode de faire entendre en direct le point de vue contemporain, le « voyageur du temps » partageant naturellement les préjugés, les modes de pensée et les étonnements du lecteur. Ce décalage ne pouvait que tenter les romanciers de par les possibilités narratives très intéressantes qu'il offrait.
Ainsi « l'explorateur du temps » de Wells, victorien et manifestement socialiste, décrit avec le recul de son temps la terrifiante société dégénérée de l'an 802 701, avec maintes allusions, précisément, aux inventions apparaissant à l'époque de Wells : usines souterraines, mécanisation accélérée des villes, gratte-ciels, tours en fer, etc. Le Voyageur imprudent de René Barjavel reprend la même idée : avenir très lointain (« l'an 100 000 ») et dégénérescence biologique de l'Humanité, stupéfaction du voyageur temporel qui est, comme chez Wells, un scientifique apte à comprendre l'incompréhensible (le futur) et à l'expliquer au lecteur.
L'idée de voyage dans le temps n'apparaît qu'avec l'idée de progrès, précisément avec la science-fiction et l'anticipation. S'il va de soi pour nous que le futur est censé apporter des changements, que l'avenir existe d'un point de vue philosophique, il n'en a pas toujours été ainsi. L'idée de voyager dans le temps n'aurait pas traversé l'esprit d'un Grec de l'Antiquité, par exemple, car pour les Anciens le temps était cyclique. De plus les changements étaient lents et peu perceptibles à l'échelle d'une vie humaine. C'est donc la notion de progrès, d'évolution, de changement qui a modifié notre vision du temps, considéré comme divisé en passé, présent, et avenir. Ces notions existaient certes, mais le « futur » n'était pas censé avoir un intérêt en soi : c'était sur un événement à venir précis que l'on interrogeait la Pythie à Delphes. Les Grecs antiques ne concevaient l'avenir que comme l'accomplissement du destin, connu des dieux seuls. [réf. nécessaire] Il n'y avait donc pas de « monde futur » ou de « temps à venir » tels que nous les comprenons. Ce sont des notions indissolublement liées à l'idée d'évolution et de progrès, idées parfaitement étrangères aux anciens et au Moyen Âge.
L'idée que l'avenir va apporter des choses suffisamment étonnantes pour produire de l'intérêt romanesque n’apparaît qu'à la Renaissance. Sans être un véritable roman de science-fiction, La Nouvelle Atlantide de Francis Bacon (1561-1626), est incontestablement une sorte de roman d'anticipation sur la cité de l'avenir régie par la sagesse et la science. Certes les voyageurs ne traversent pas le temps, mais les océans. Néanmoins c'est bien une cité « future » que Bacon nous décrit, et plus tout à fait une cité « idéale » comme Platon. Bacon décrit une société parfaite réalisable par la science, donc réalisable dans l'avenir.
Ce n'est que dans la deuxième moitié du XXe siècle que, le procédé narratif du voyage dans le temps étant usé, les auteurs vont s'intéresser aux paradoxes générés par cette hypothèse. En effet, voyager dans le temps, et notamment dans le passé, cela permet de court-circuiter le destin. Celui qui voyage dans le temps plus vite que le commun des mortels connaît l'avenir et peut y parer.
De ce point de vue, ce sont essentiellement aux liens de cause à effet que la SF va s'intéresser dans cette période, avec d'innombrables possibilités. (Voir plus bas : « Conséquences des modifications du passé ».)

## Voyage dans le sens rétrograde
Le voyage rétrograde dans le temps semble a priori hautement improbable. Il faudrait pour cela abandonner le postulat de causalité qui veut que l'effet ait obligatoirement lieu après la cause. Il faudrait alors admettre que le passé existe encore, et qu'il n'est donc pas réellement passé.
La violation du postulat de causalité induirait donc des paradoxes. Par exemple celui-ci : le créateur de la machine à voyager dans le temps voyage dans le passé ; dans ce passé, il tue malencontreusement son lui-même du passé ; cet événement annulerait donc la création de la machine ; donc il serait impossible qu'il ait voyagé dans le passé et donc qu'il se soit tué lui-même ; cela rend alors de nouveau l'existence de la machine possible... Il en résulte donc une boucle sans fin, un paradoxe temporel.
Cependant, il ne faut pas oublier que le postulat de causalité n'est que théorique du fait qu'il est issu de la logique humaine, qui ne peut concevoir qu'un événement puisse avoir un effet sur sa propre cause. De plus, la science actuelle ne condamne pas a priori les paradoxes.
Néanmoins, les équations de Dirac de 1934, postulant la causalité, avaient établi comme implication réciproque qu'il existait une catégorie non encore connue de particules en tout point semblables aux particules de matière excepté le signe de leur charge et certaines propriétés quantiques. Ces particules découvertes quelques années plus tard constituent ce que nous nommons aujourd'hui l'antimatière. Or selon ces équations, si l'antimatière existe, alors la causalité est vraie et s'applique, confirmant ainsi ce postulat[réf. nécessaire].

## Voyage dans le sens antérograde
La théorie de la relativité restreinte d’Albert Einstein et, par extension, celle de la relativité générale, autorisent explicitement certaines dilatations du temps, ce qui ressemble à un « voyage dans le temps ». Par exemple, un voyageur se déplaçant dans l'espace à une vitesse proche de celle de la lumière ne verrait s’écouler que quelques heures, dont la durée, sur Terre, correspondrait en fait à plusieurs années, le temps s’écoulant plus lentement (vu de la Terre) dans le vaisseau spatial à grande vitesse.
Cependant, cet effet permet le « voyage dans le temps » seulement vers le futur, en outre il sera irréversible ; on peut donc le qualifier seulement de « bond » ou « saut » dans le temps. De plus, les moyens actuels en termes de technologie aérospatiale ne permettent pas de voyager à une vitesse proche de celle de la lumière et rendent cet effet négligeable en pratique.

## Travaux théoriques
Par ailleurs, en l’absence d’indices concrets de voyage dans le temps, il n’est pas indispensable de supposer son existence. Stephen Hawking a suggéré que l’absence de touristes venant du futur constitue un argument solide contre l’existence du voyage temporel — variante du paradoxe de Fermi, les voyageurs temporels remplaçant les visiteurs extraterrestres (voir les romans de Robert Silverberg Les Temps parallèles et Les Déserteurs temporels). Cet argument est affaibli par l'idée que certaines portes temporelles pourraient être construites, mais ne conduiraient pas le voyageur à une date antérieure à la création de la porte, sauf à supposer qu'il existe dans l'Univers des portes naturelles. On pourrait aussi opposer à cet argument que l'Humanité a pu s'éteindre (virus, météorite...) avant d'avoir inventé le moyen de voyager dans le temps. À noter que la pensée ufologique moderne n'exclut pas le fait que les manifestations d'ovnis des XXe et XXIe siècles soient les traces de visiteurs du futur plutôt que de visiteurs extraterrestres, ce qui contredirait l'argument d'Hawking, tout aussi improuvable que l'inverse (pour l'instant).
Mais Hawking pense que si les lois actuelles de la physique n'interdisent pas le voyage rétrograde, il doit être possible d'en trouver une : il a énoncé un tel principe sous le nom de conjecture de protection chronologique. Hawking explique ce principe par analogie avec la thermodynamique : le premier principe n'interdisait pas de fabriquer un réfrigérateur qui fournirait de l'énergie électrique ; c'est le deuxième principe de la thermodynamique qui prononce une telle interdiction. Cette comparaison sous-entend qu'il existe peut-être une loi qui reste à découvrir et dont découle l'interdiction d'un tel voyage.
Paul Davies propose une autre explication à l'absence de voyageurs temporels. Comme il le montre dans Comment construire une machine à explorer le temps, les machines rendant théoriquement possible le voyage dans le temps ne permettent de remonter qu'à la date de mise en service de la machine, pas avant.

## Expérimentations
Certaines expériences réalisées au début du XXIe siècle donnent chacune l'impression d'un effet rétrograde mais sont interprétées de manière différente par la communauté scientifique.

### Exemples
L'expérience de Marlan Scully (qui est inspirée du paradoxe EPR et nécessite l'utilisation de fentes de Young) laisse supposer qu'à l'échelle quantique, une particule dans le futur déterminera son passé. Cela met en exergue les difficultés de qualifier la notion de temps à l'échelle quantique, mais en aucun cas cette expérience ne constitue une manifestation macroscopique et utilisable de causalité inversée.
L'expérience de Lijun Wang a permis d'envoyer des paquets d'ondes à travers une ampoule de césium à cX310[Quoi ?] avec pour effet une sortie du paquet d'ondes 62 nanosecondes avant son entrée. Mais cela est simplement dû à un effet d'ultra-réfraction et ces paquets d'ondes n'étant pas des objets constitués de particules bien définies, ils ne peuvent transporter ni énergie ni information du futur vers le passé, donc, là non plus, pas de violation de la causalité.
Enfin, le programme « effet STL », expérimenté à l'heure actuelle par le docteur Ronald Mallett, a pour but très officiel d'observer une violation de la causalité par le biais d'un neutron à travers un cristal photonique ralentissant la lumière. Le neutron réapparaîtrait dans le dispositif avant d'être désintégré. Le rapport est sorti en novembre 2006 et bénéficie du soutien de plusieurs universités des États-Unis. Mais même si cette expérience fonctionne à l'échelle quantique, à la manière de l'expérience de Marlan Scully, on peut s'attendre à une décohérence à l'échelle macroscopique. Donc, là encore, à part à l'échelle quantique, on ne peut toujours pas parler de violation de la causalité.

## Hypothèses de dispositifs permettant le voyage dans le temps

### Dispositif de Tipler
Frank Tipler a proposé[réf. nécessaire] un montage qui autoriserait le voyage rétrograde dans le temps. Cependant le dispositif met en jeu de telles énergies qu'on peut douter de la possibilité, même théorique, de le fabriquer et surtout de le stabiliser.
Ce montage implique un cylindre rotatoire (en). Si un cylindre est suffisamment long et dense, et qu’il tourne de façon suffisamment rapide relativement à son axe longitudinal, alors un vaisseau qui volerait autour du cylindre dans une trajectoire en spirale pourrait voyager en arrière dans le temps (ou en avant, selon le sens du mouvement du vaisseau).
Cependant, la longueur, la densité et la vitesse requises sont si grandes que la matière ordinaire, celle connue de nous jusqu’à aujourd’hui, n'est pas suffisamment forte et dense pour la construire. 

Il a été spéculé[réf. nécessaire] que les cordes cosmiques (objets eux-mêmes théoriques) pourraient faire office de ce cylindre rotatoire (en).

### Rêve et voyage dans le temps
L'ingénieur John William Dunne a soutenu dans Le Temps et le rêve (1927) que le rêve permettait de voyager virtuellement dans le temps : « Est-il possible que les rêves, les rêves en général, tous les rêves, les rêves de tout le monde, soient composés d'images provenant d'expériences passées et d'images d'expériences à venir, mélangées en proportions plus ou moins égales ? » Il a basé cette théorie sur une étude de ses propres rêves, dont certains furent prémonitoires : prémonition de l'éruption de la montagne Pelée, en Martinique ou encore prémonition de l'accident du train postal Londres-Édimbourg.
J. R. R. Tolkien s'est inspiré de cette thèse dans certains de ses romans inachevés : The Lost Road (La Route perdue), et The Notion Club Papers (publiés respectivement dans les volumes 5 et 9 de The History of Middle-earth). Une étude du rapport entre la théorie de Dunne et les textes de Tolkien est présentée dans V. Flieger, A Question of Time (1997).

### Trous noirs et trous de ver
La relativité générale indique qu’il existerait des configurations dans lesquelles deux trous noirs sont reliés l’un à l’autre. Une telle configuration est habituellement appelée trou de ver ou plus rarement pont d’Einstein-Rosen. De telles configurations ont beaucoup inspiré les auteurs de science-fiction car proposant un moyen de voyager très rapidement sur des grandes distances, voire de voyager dans le temps. En pratique, de telles configurations, si elles sont autorisées par la relativité générale, semblent totalement irréalisables dans un contexte astrophysique où elles ne présentent de ce fait aucun intérêt pratique.
La proposition d’une machine de voyage temporel qui utiliserait un trou de ver fonctionnerait (hypothétiquement) de la manière suivante : on crée d'une certaine manière un trou de ver, puis, une extrémité du tunnel est accélérée à une vitesse proche de celle de la lumière (peut-être avec un vaisseau spatial d’avant-garde) et on retourne ensuite au point d'origine. Étant donné la dilatation temporelle (due à la vitesse), l'extrémité accélérée du tunnel a moins vieilli que l'extrémité stationnaire (du point de vue d'un observateur extérieur).
Toutefois, le temps à travers le tunnel est différent de celui en dehors : deux horloges synchronisées postées à chaque extrémité du tunnel se maintiendront toujours synchronisées, du point de vue d'un observateur dans le tunnel, sans importer la différence de vitesse.[pas clair]
Ceci signifie qu'un observateur qui entrerait à l'extrémité accélérée sortirait par l'extrémité stationnaire quand l'extrémité stationnaire avait le même âge que l'extrémité accélérée au moment d'entrer. Par exemple, si avant d'entrer dans le trou de ver l'observateur a remarqué que l'horloge dans l'extrémité accélérée montrait 2006, tandis que l'horloge dans l'extrémité stationnaire disait déjà 2007, alors l'observateur pourrait sortir par l'extrémité stationnaire quand l'horloge stationnaire disait encore 2006.
Une limitation significative d'une telle machine est qu'il est seulement possible de voyager vers le passé jusqu'au point initial où a été créée la machine.
Ceci peut permettre une explication alternative au paradoxe de Hawking : un jour on pourra construire une de ces machines, mais comme elles n'ont pas été encore construites, ceci explique pourquoi les touristes temporels ne pourront jamais arriver jusqu’à notre époque.
Créer un trou de ver d'une taille appropriée pour un navire macroscopique, le maintenir stable et déplacer une de ses extrémités avec le navire, demanderaient un niveau significatif d'énergie, dans un ordre beaucoup plus grand que la quantité d'énergie qu'un soleil comme le nôtre peut produire durant l'intégralité de son cycle de vie.
La création d'un trou de ver requerrait aussi l'existence d'une substance appelée « matière exotique », dont l'existence non-prouvée n'a pas nécessairement de forme utile à la formation d'un trou de ver[pas clair] (voir par exemple l'effet Casimir).
Par conséquent il est très peu probable qu'un tel dispositif soit construit, même avec des technologies hautement avancées ; mais des trous de ver microscopiques, beaucoup moins demandeurs d’énergie, pourraient être utiles pour envoyer une information vers le passé.
En 1993, Matt Visser a fait valoir que les deux extrémités d'un tunnel de ver avec une telle différence temporelle induite ne pourraient pas être réunies sans produire un champ quantique et des effets gravitationnels qui auraient pour conséquence que le tunnel soit paralysé ou que les deux extrémités se replient sur elles-mêmes. De ce fait, les deux extrémités ne pourraient pas se rapprocher suffisamment parce qu'aurait lieu une violation de la causalité.
Toutefois, dans un article de 1997, Visser a conjecturé une complexe configuration dite « anneau Roman » (ainsi nommé en l'honneur du physicien Tom Roman), consistant en un nombre N de trous de ver alignés dans un polygone symétrique, qui pourrait agir comme une machine à voyager dans le temps, bien que la conclusion qui en ressort est que ceci ne serait pas tant un défaut dans la théorie classique de la gravité quantique, mais plutôt la preuve qu'il est possible de violer la causalité.[réf. nécessaire]
En 2007, le physicien israélien Amos Ori et son équipe ont découvert un modèle théorique pour voyager dans le temps qui pourrait permettre aux générations futures de voyager dans le passé. La création de cette boucle dépend de conditions initiales minimales sur lesquelles l'équipe israélienne travaille encore ; il s'agit d'un modèle théorique développé en collaboration avec l'Institut israélien de technologie, le Technion, et annoncé dans un article publié dans la revue Physical Review D de juillet 2007. Dans cet article, il est présenté comme basé sur des équations décrivant les conditions qui, si elles pouvaient être établies, permettraient de construire une machine à voyager dans le temps. Cette machinerie hypothétique serait l'espace-temps lui-même.
Leurs recherches sur le voyage dans le temps sont basées sur l'augmentation de la courbure de l'espace-temps, en considérant que la flèche du temps peut arriver à se recroqueviller jusqu'à former une boucle. Expliquant ainsi : « Nous savons que la courbure (espace-temps) se produit en permanence, mais nous avons voulu obtenir une courbure assez forte pour vous donner un moyen qui mène à de longues queues pour former des boucles fermées. [...] Nous avons essayé de savoir s'il était possible de manipuler l'espace-temps pour l'induire à se développer de cette façon. » Ils expliquent également que si la condition initiale est atteinte, la machine travaille par elle-même sans aucune intervention. Et de donner un exemple : si un canon tire un obus, une fois que le tir a été déclenché, il n’y a rien d’autre à faire, l’obus lui-même ira vers l’objectif, mû uniquement par les lois de la physique.
Leurs calculs montrent que la boucle d'espace-temps peut être construite avec la matière ordinaire et de la densité d'énergie positive, mais ils ajoutent qu'il est encore nécessaire de résoudre la question de la stabilité de cette machine pour qu’elle puisse se convertir en un tunnel à travers le temps. La chose vraiment importante, objet des travaux de l'équipe israélienne de physiciens, est que la réalisation d'une machine permettant de se déplacer dans le temps dépend de conditions initiales très petites. Dans un précédent article, en 2005, Amos Ori affirmait ainsi qu’une machine de cette sorte ne nécessiterait pas de matière exotique pour être construite et qu’il suffirait d’utiliser le vide qui existe dans l'espace pour voyager dans le temps. Ce travail est donc un développement et une consolidation de ces déclarations antérieures.
Bien qu'Amos Ori n'ait pas été le seul physicien à formuler la possibilité de voyager dans le temps, d'autres physiciens ont identifié un certain nombre de possibilités. Notamment, l'utilisation de la matière exotique pour créer une courbure de l'espace-temps peut changer la direction de la flèche du temps. La physique quantique dit que la matière exotique existe, mais dans des quantités si minuscules qu'on ne pourrait jamais construire une machine temporelle. Amos Ori a résolu ce problème en ouvrant d'autres possibilités pour obtenir une machine temporelle sans matière exotique. Ce système pourrait donc permettre à nos descendants, dans un futur lointain, de voyager dans le temps jusqu’au jour même de la construction de ladite machine. Actuellement[Quand ?] nous sommes donc incapables d'aller vers le passé parce que nos ancêtres ne nous ont pas laissé une machine de cette sorte.
Selon ce modèle, si le prétendu espace-temps en boucle était créé le 1er janvier 2015 et utilisé vingt ans plus tard, en entrant dans la boucle en 2035, on ne pourrait revenir qu’au 1er janvier 2015. dans ce cas, il ne serait, dans la pratique, qu’un tunnel d'espace temporel dans lequel l'entrée est soumise à l'évolution du temps, mais dont la sortie est toujours située au moment de sa création. Donc seul le voyage postérieur à la création de la boucle est possible. Selon la physique, on peut obtenir la courbure de l'espace-temps dans une direction particulière, afin de rendre possible un retour dans le temps dans un espace-temps parallèle. La machine elle-même se transforme en un espace-temps, et le simple fait de son existence est ce qui nous permet de concevoir le voyage vers le passé. La création de cette machine aujourd'hui, permettrait aux générations futures de revenir à notre époque.
Depuis Einstein, nous savons que l'espace et le temps forment quatre dimensions continues. Cela signifie, par exemple, que si un corps massif, comme une planète ou une étoile, déforme le continuum espace-temps, ce phénomène altère aussi la géométrie de l'espace et du temps pour un observateur extérieur. Ainsi nous savons que la Terre déforme le tissu de l'espace-temps, forçant la lune à tourner en cercle autour de la Terre. À échelle microscopique, la physique quantique montre que l'interaction gravitationnelle est à l'origine de cette attraction, générée par l'échange de particules élémentaires. La théorie de la relativité et la théorie quantique décrivent ainsi un moyen de déformer l'espace-temps à échelle microscopique et laissent entrevoir la possibilité, pour un objet ou une personne, de voyager dans le temps. Si l’on peut déformer l’espace-temps, comme le fait n’importe quel corps, c'est bien le temps et l'espace qui sont déformés ou pliés ; c'est l'un des fondements de la recherche sur les voyages dans le temps.
La science-fiction prend ici le relais pour décrire un avenir où l’homme saura créer des boucles temporelles et maîtriser les coordonnées d’arrivée. Cela ne contredit pas l'argument de Stephen Hawking selon lequel le voyage temporel ne se fera pas puisqu'on aurait alors eu des visites de nos descendants : une boucle temporelle ne permettrait de remonter dans le temps que jusqu’à sa création, autrement dit, créée en 2300 et utilisée en 3000, elle ne permettrait de revenir qu’en l’an 2300 et pas avant.

### Univers de Gödel
Kurt Gödel a démontré que dans un univers en rotation et sans expansion, la relativité générale implique qu'un long voyage spatial peut conduire à revenir au point de départ à une date antérieure à celle du départ. Le résultat troubla Albert Einstein, qui n'imaginait pas que la relativité générale laissât la porte entrouverte à la possibilité de remonter le temps (la relativité restreinte l'interdisait). On sait par observation que l'univers ne vérifie pas les critères de Gödel (des physiciens considèrent même que parce qu'il autorise le voyage dans le temps, cet univers pourrait ne pas exister).

### Voyage rétrograde de David Deutsch
La conception du voyage rétrograde de David Deutsch est censée ne pas violer la causalité : il s'agit d'une application du principe de Turing via un générateur de réalité virtuelle (un immense calculateur quantique) qui permettrait à un observateur d'avoir une interactivité avec un passé parallèle au nôtre (c'est-à-dire autre que le nôtre… mais identique en tout point !). L'interactivité avec ce passé parallèle ne produirait pas de paradoxe temporel. Physiquement possible selon son auteur, ce type de voyage reste pour l'heure du domaine de la spéculation.

## Problèmes posés par voyage rétrograde
La possibilité du voyage dans le temps détruit une forme forte du principe de causalité en rompant le lien entre ce qui fut et ce qui sera, avec un impact métaphysique dont les conséquences sont à la mesure de la plus ou moins grande facilité de ce type de voyage.

### Conjugaison
Le Guide du voyageur galactique, de Douglas Adams, souligne que conjuguer correctement un verbe décrivant un voyage dans le temps est un problème bien pire que les paradoxes temporels. Par exemple, quand on vient de faire un saut dans le passé, il faut disposer d'un temps grammatical décrivant un événement à venir dans le temps de l'univers, déjà réalisé dans son temps propre. Dans l'univers d'Adams, de nombreux temps grammaticaux ont été inventés pour pallier ce problème.

### Conséquences des modifications du passé
Les auteurs traditionnels de science-fiction (Isaac Asimov dans La Fin de l'Éternité ou Poul Anderson dans La Patrouille du temps) considèrent non seulement qu'une modification faible du passé aura peu de conséquences sur les siècles suivants, mais aussi que plus on s'éloigne de l'événement modifié, plus les conséquences s'estompent. Au contraire, les auteurs récents insistent souvent sur l'effet papillon qui rend selon eux extrêmement périlleux pour l'humanité entière tout voyage vers des périodes très reculées de l'histoire de la Terre (Alex Scarrow dans Time Riders, Chris Archer dans Haute tension, K. A. Applegate dans Animorphs, ou encore Ray Bradbury dans la nouvelle Un coup de tonnerre).
Dans La Patrouille du temps de Poul Anderson, le professeur de voyage dans le temps donne l'argumentation suivante : un mouton faisant partie d'un bon troupeau il y a 500 ans peut être un aïeul de tous les moutons élevés actuellement dans un pays. Est-ce qu'en tuant ce mouton on provoquerait l'extinction de tous les moutons du pays ? Au contraire, il y aurait autant de moutons, à une différence dans leur code génétique près, devenue insignifiante au fil des générations. L'auteur explique à travers son œuvre que le « tissu » temporel s'auto-régulerait en réparant de lui-même les « coupures » provoquées par les voyageurs temporels. En revanche, certains événements sont considérés comme cruciaux dans l'évolution de l'univers et ne doivent pas être modifiés. De plus, il peut y avoir discontinuité du tissu temporel et les lois de la causalité et de la conservation peuvent, en théorie, être violées.
Dans une nouvelle à caractère humoristique, Une nuit interminable, l'écrivain français Pierre Boulle développe jusqu'à l'absurde les implications d'un voyage dans le temps, les voyageurs venus du futur menant, dans un bistrot de Montparnasse, une guerre à coups de désintégrateurs à rayons contre une troupe de voyageurs venus du passé, qui sont leurs propres ancêtres.
D'autres auteurs permettent à leurs personnages de voyager dans le temps tout en leur rendant impossible de changer le passé. C'est le cas de H. G. Wells dans La Machine à explorer le temps, et c'est aussi une solution pour résoudre les paradoxes.

#### À partir de quand le présent est-il affecté?
Dans certaines histoires de science-fiction, quand un voyageur temporel cherche à modifier radicalement le passé, ceux qui sont restés dans l'époque d'où vient ce voyageur disposent paradoxalement d'un délai pour envoyer des poursuivants. Ainsi dans l'album La Cité des eaux mouvantes de Valérian et Laureline (scénario Pierre Christin), quand le criminel Xombul rejoint le passé, il a l'intention de provoquer des changements qui provoqueraient la non-existence de Galaxity. En voyageant vers l'époque concernée, les héros parviennent à empêcher un changement majeur du passé.
Dans La Fin de l'Éternité d'Isaac Asimov, les raisons d'une telle persistance sont mieux explicitées : un spécialiste explique que même si l'envoi d'une personne dans le passé peut provoquer un accident conduisant à la non-existence du service temporel, celui-ci continue à exister tant que leurs actions donnent une forte probabilité à la réparation de l'accident.
On trouve aussi des histoires dans lesquelles certains personnages peuvent être protégés contre les modifications du passé. Dans Valerian, trois terriens existent toujours malgré l'effacement de la Terre : Valerian et Laureline, qui ont obtenu cette faveur de « Dieu », et Jal, qui était en mission aux frontières de l'univers (et donc « hors de portée ») au moment de l'effacement. De même, dans le dessin animé La Ligue des justiciers, dans l'épisode « Le Règne de Savage », le champ d'énergie de Green Lantern permet aux héros de ne pas être touchés par la vague de modification du présent. Si tous les habitants de l'univers trouvent normal de vivre dans un monde dominé par les nazis, les héros gardent leurs souvenirs du monde réel et n'en acquièrent pas d'autres ; ils devinent donc qu'un voyageur temporel a dû modifier le cours de la Seconde Guerre mondiale.

### Paradoxe métapsychologique
Le libre arbitre et la connaissance sont les deux principes métapsychologiques qui règlent nos actions et nos pensées. Nous possédons à la fois le libre arbitre et la connaissance uniquement au temps présent. D'une part, la connaissance est formée des informations sensorielles que nous fournit l'environnement, et des informations réfléchies, soit celles que nous pouvons établir en « connaissance de cause ». D'autre part, le libre arbitre est inhérent, car personne n'agit dans le même contexte de connaissance de cause que nous le faisons nous-mêmes.
Le voyage dans le temps entraîne le paradoxe métapsychologique suivant : un individu voyageant dans le passé n'aurait accès qu'à la connaissance, dans la mesure où il la connaît, et est privé de son libre arbitre, car une autre personne a déjà agi en connaissance de cause pour le temps T-1 et la position X. Le voyageur serait infiniment contraint dans ses actions, ce serait un humain-machine. D'autre part, un individu voyageant dans le futur ne posséderait que son libre arbitre, mais n'aurait pas accès à la connaissance, car celle-ci n'existerait pas encore dans la noosphère. Toute action serait alors futile, car le libre arbitre ne s'effectue pas sans connaissance de cause. Nous avons démontré[réf. nécessaire] le paradoxe métapsychologique selon lequel le libre arbitre et la connaissance ne sont disponibles et vérifiables qu'au temps présent et disparaissent de manière inhérente aux temps T-1 et T+1 respectivement.

### Paradoxes temporels
Les paradoxes temporels sont des situations autocontradictoires (paradoxe du grand-père : que se passerait-il si j’essayais de revenir dans le passé et que je tuais mon grand-père ? — exemple dû au romancier René Barjavel en 1943 dans Le Voyageur imprudent), ou au contraire sans cause extérieure à eux-mêmes, rendues possibles par le voyage dans le temps.
En science-fiction, on ne cherche pas forcément à les résoudre, mais on peut le faire en faisant intervenir un univers parallèle, ou en donnant aux voyageurs la responsabilité d'éviter de telles situations (et puisqu'ils sont dans cette situation c'est qu'ils ont réussi à s'en sortir en faisant ce qu'il faut, ce qui rejoint la position de Descartes sur Dieu qui par postulat ne se contredit pas lui-même), ou encore en postulant que l'histoire est figée, ce qui impose de maintenir une histoire globale cohérente (absence de situations autocontradictoires, il n'y a que des situations autoréalisatrices — mais qui peuvent avoir plusieurs solutions différentes dans des univers parallèles).

### Violation des principes physiques
Par essence, le voyage dans le temps entraîne la violation de la plupart des principes de conservation connus (si l’on considère l’univers comme un système isolé) : masse, énergie, charge, etc.
Par exemple, imaginons un individu A se trouvant dans une machine à remonter le temps, et un témoin B qui l'observe : l'individu A utilise la machine pour revenir dans le passé, et l'instant d'après le témoin B constate que la masse constituant la machine ainsi que son passager a disparu. Et comme elle est actuellement censée être dans le passé, on en déduit qu'elle a disparu de l'univers à cet instant précis, ce qui viole le principe de conservation de la masse.

## Dans la culture populaire
Les auteurs, en particulier de science-fiction, ont largement exploré de très nombreuses variantes imaginables des possibilités et problèmes produits par un tel voyage.
En raison des risques de changement des événements passés, le genre du voyage dans le temps rejoint l’uchronie dans certaines œuvres. Le steampunk, projetant le futur dans un XIXe siècle décalé, relève aussi du voyage dans le temps, mais conçu avec un retour en arrière, alors que l'uchronie est une déviation.
Le film Interstellar (2014) de Christopher Nolan décrit un voyage dans le temps suivant la théorie de la relativité générale d'Einstein. Ainsi, une équipe d'astronautes voyageant dans le champ de gravité d'un trou noir subit une déformation du temps et vit en quelques heures l'équivalent de plusieurs dizaines d'années sur Terre (et même pour l'astronaute resté dans le vaisseau principal, qui a visiblement vieilli). Ce type de voyage dans le temps est donc plutôt un « bond » dans le temps et ne laisse pas la possibilité d'un retour dans le passé ou d'un voyage rétrograde. Cependant, la fin du film montre un réel voyage dans le temps — ou plutôt « hors du temps » : il est spéculé que la gravité est la seule force pouvant traverser les dimensions temporelles, ce qui permet au protagoniste de transmettre un message (donc uniquement de l'information) à sa fille lorsqu'elle était enfant, avant son voyage interstellaire, et donc à lui-même à cette époque qui interprète ce message sans savoir qu'il l'aura lui-même transmis du futur.
Se rencontrer soi-même en voyageant dans le temps est une possibilité théorique (si le voyage dans le sens rétrograde est possible) qui n'est pas un paradoxe en soi. Cependant plusieurs auteurs ont souligné l'aspect déroutant que cela aurait pour les personnages, et aussi à quel point une telle situation est fascinante.

### Littérature
- Dans le roman La Machine à explorer le temps de H.G. Wells (1895), l'Explorateur du Temps se retrouve grâce à la machine dans l'année 802 701. Il découvre Londres habité de post-humains: Les Morlocks et les Eloïs.
- Dans le roman Le Voyageur imprudent de René Barjavel (1944), l'explorateur temporel Pierre Saint-Menoux se rencontre lui-même par l'effet d'un saut très court de quelques heures dans le futur. L'étrangeté de la situation se double d'un terrible problème : qui va repartir dans le passé ? Ces deux êtres sont plus semblables que des jumeaux et seule une légère différence dans leur mémoire permet de les distinguer : l'un est plus vieux de quelques heures.
- Dans la nouvelle Un coup de tonnerre (1952), les personnages voyagent 60 millions d'années en arrière.
- Dans le roman La Fin de l'Éternité de Isaac Asimov (1955), un des membres du conseil est fasciné par ce problème.
- Dans le roman Harry Potter et le Prisonnier d'Azkaban (1999), on apprend que de nombreux voyageurs temporels ont affecté leur passé, notamment en sauvant Sirius Black et Buck.
- Dans les livres La Cabane Magique (2002-2021), un frère et une sœur voyagent dans le temps grâce à la cabane d'une fée.
- Dans la trilogie Rouge rubis (et les titres suivants Bleu saphir et Vert émeraude) de Kerstin Gier en 2009-2010, le personnage principal se voit engagé par une société de voyageurs dans le temps qui voguent à travers les époques à l'aide d'une machine appelée chronographe, système complexe utilisant l'ADN des voyageurs et des pierres précieuses.
- Dans la série Time Riders (2010-2014), un groupe de personnes voyage dans le temps grâce à une sorte de bunker à New York.
- Dans la pièce de théâtre Harry Potter et l'Enfant maudit se déroulant en 2020, Delphi alias Delphini fille cachée de Voldemort grâce au Time-Turner, veut retourner près de 40 ans en arrière le 31 octobre 1981 pour rencontrer son père et le sauver en l'empêchant de tuer les parents d'Harry Potter.
- Dans le roman Spores après métaux (2016), un jeune homme intercepte un voyageur temporel qui est cloîtré dans sa sphère protectrice depuis trois cents ans.

### Manga et bandes dessinées

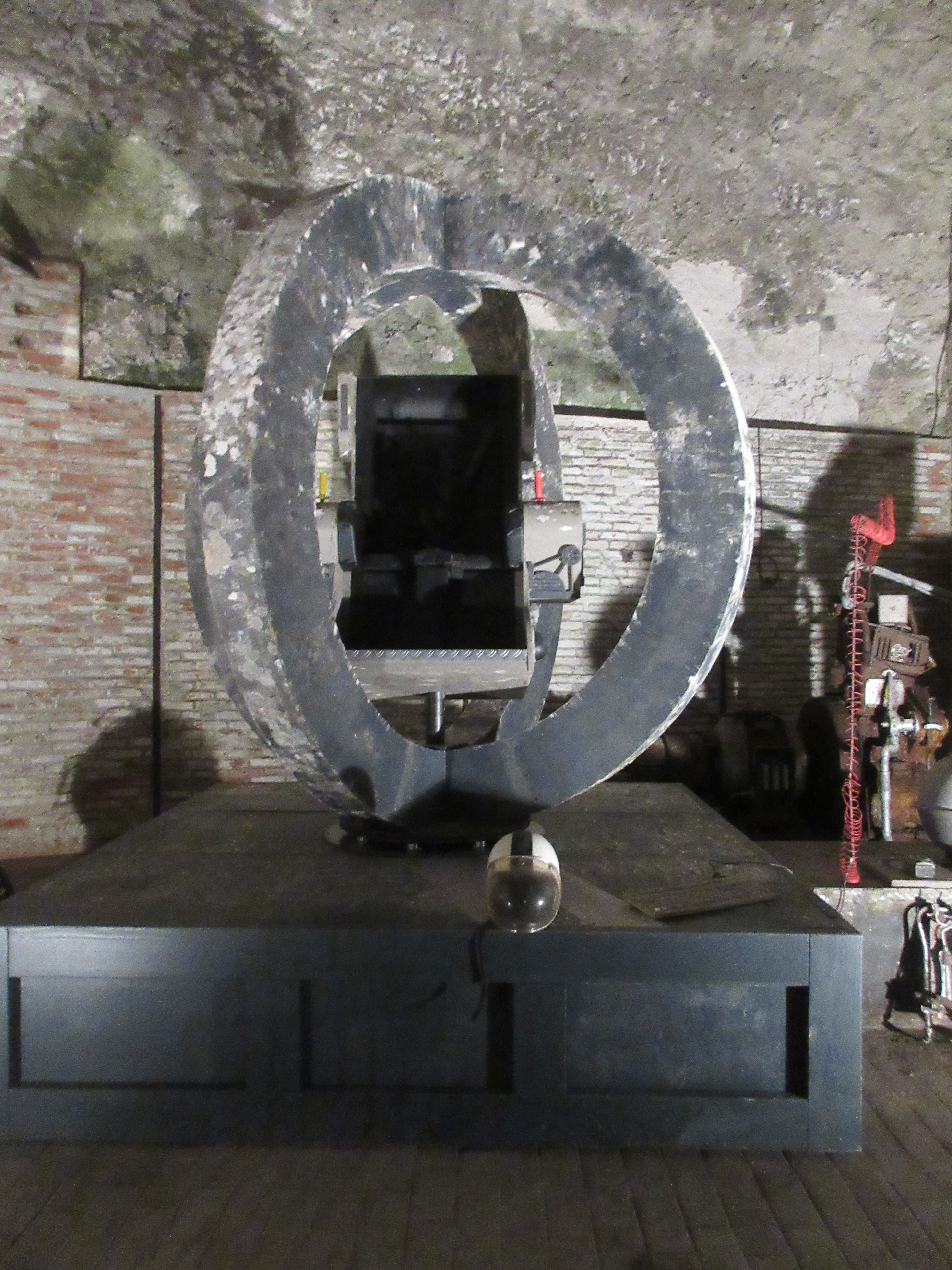
Chronoscaphe de la bande dessinée Le Piège diabolique de Blake et Mortimer d'Edgar P. Jacobs photographié dans les boves du château de La Roche-Guyon.

- Dans Le Piège diabolique de la série Blake et Mortimer de Edgar P. Jacobs (1962), le héros Philip Mortimer, voyage plusieurs fois dans le temps. D'abord très loin dans le passé, puis il essaye de revenir à son époque par tâtonnements en passant par le Moyen Âge, puis par un futur lointain.
- Dans Mickey à travers les siècles, Mickey Mouse explore des époques différentes quand il se prend un coup sur la tête.
- Dans le manga Doraemon (1969-1996), pour pouvoir faire les devoirs de son ami en un temps très court et dormir longtemps ensuite, Doraemon a l'idée d'aller se chercher lui-même à cinq moments différents de la nuit à venir. Les devoirs sont faits rapidement mais Doraemon ne pourra pas dormir une minute car il se fera solliciter par ses doubles du passé tout au long de la nuit.
- Dans la saga des Universal War de Denis Bajram (1998-2006), le thème du voyage dans le temps est abordé d'une manière originale : le déplacement dans le temps est, au début, un effet secondaire du voyage à l'intérieur du mur. Celui-ci s'avère être un wormhole (trou de ver) qui modifie la structure de l'espace-temps en son sein.
- Dans Katekyoushi Hitman Reborn (2004-2012), l'un des personnages du casting principal, Lambo, possède ce qu'il appelle le Bazooka des Dix-ans, qui une fois frappé par ce dernier, permet d'échanger sa place avec sa personne de dix ans plus tard. Ce bazooka aura un rôle central plusieurs arcs après son introduction, où le personnage principal et ses compagnons seront tous transférés neuf ans et dix mois dans le futur.
- Dans le manga issu du jeu vidéo Steins;Gate, un groupe d'amis réuni dans un « labo » réussit à créer une machine pouvant envoyer des courriels dans le passé. Le problème étant que ces messages influent sur la ligne d'univers dans laquelle Okabe Rintarou et ses amis se trouvent, provoquant des changements dans leur mémoire (sauf Okabe Rintarou qui garde les souvenirs des autres lignes d'univers) et dans l'environnement qui les entoure.
- Dans Orange (2012-2015), les protagonistes envoient des lettres dix ans dans le passé à travers des trous noirs qui seraient présents sur Terre.
- Dans ReridedD (série de Takuya Satō et de Yoshitoshi ABe) sortie en 2018, le protagoniste se fait cryogéniser et se réveille dix ans plus tard, il découvre alors le moyen de voyager dans le temps pour une courte période.
- Dans Lanfeust des étoiles, Lanfeust voyage dans un passé lointain (environ 4 000 ans), puis se retrouve dans un futur de seize ans après son départ.
- Le Piège machiavélique

### Jeux vidéo
- Dans l'épisode Histoire de préhistoire de la série Les Aventures de Sonic, le héros a l'idée de se rendre à différentes époques auxquelles il avait déjà voyagé pour se rencontrer lui-même jusqu'à réunir un groupe de cinq Sonics et cinq Tails pour combattre un Robotnik géant[35].

De même, le voyage temporel joue un rôle important dans le jeu Sonic Generations (2011) : le Docteur Robotnik retourne dans le passé afin de s'allier avec son double de l'époque de façon à effacer toutes ses défaites face au hérisson bleu grâce au Time Eater, entité maléfique pouvant contrôler le temps. Le Sonic de nos jours, ainsi que son partenaire Miles « Tails » Prower, seront projetés dans leur passé, et le joueur devra rejouer plusieurs zones des jeux précédents avec Sonic et son double de 1991.
- Dans le jeu vidéo Prince of Persia : L'Âme du guerrier de 2004, le Prince rencontre plusieurs fois sur l'Île du Temps son double venant du futur (qui arbore une apparence physique méconnaissable grâce au Masque du Revenant). Cependant, « l'homme en noir » reste pour lui un mystère, étant donné qu'il n'a pu que l'apercevoir plusieurs fois de manière furtive seulement, sans dialogue ni contact. Il comprend alors tout lorsqu'il se voit obligé de porter le Masque du Revenant afin de sauver sa vie en changeant son passé, devenant alors lui-même « l'homme en noir ». On remarque qu'il se comportera exactement de la même façon qu'il avait vu son double le faire, plus ou moins involontairement. Il est donc impuissant face au Destin qui lui a été tracé, mais en est l'auteur. Il s'auto-influence. Il ne modifiera qu'un seul événement, qui n'est autre que la mort de son double, alors que Prince, il avait vu mourir « l'homme en noir ». Il retrouve à ce moment son apparence originelle.
- Comme pour le film, le jeu Bienvenue chez les Robinson de 2007 a pour thème central le voyage temporel. Dans le jeu, Wilbur Robinson voyage dans différentes époques avant de se faire voler sa machine à voyager dans le temps. Lors de son périple pour la retrouver, il crée un futur alternatif avec une autre machine temporelle, radicalement différent du futur qu'il connaît. Il réussit cependant à rétablir le futur originel à la fin du jeu.
- Dans le jeu vidéo inFamous de 2009, le personnage que Cole MacGrath combat, Kessler, n'est autre que son double bien plus âgé que lui, qui « a utilisé son nouveau pouvoir dévastateur afin de prendre un aller simple pour le passé, voulant à tout prix réécrire l'histoire ». Kessler, sans jamais décliner son identité, fait de Cole (son jeune lui-même), le sauveur de l'humanité que lui-même n'a pas pu devenir. Il modifie donc la vie de Cole afin d'éviter qu'elle ne devienne la sienne, principalement en tuant la femme qu'il aime. Du contact physique entre Kessler et Cole résulte la vision d'images de la mémoire (plus grande, de par sa plus longue vie) de Kessler.
- Dans le jeu vidéo Spider-Man : Edge Of Time de 2011, Spider-Man meurt de façon prématurée, tué par Anti Venom. Miguel O'Hara, le Spider-Man 2099, le sauve et découvre que c'est le coup de Walker Slaon qui veut voyager dans le passé pour y reconstruire Alchemax. Peter Parker y travaille au lieu du Daily Bugle. Miguel O'Hara prévient Peter Parker de sa mort. Il découvre que les actions dans le monde « Amazing » affectent le monde « 2099 ». Puis surgissent les dix méchants qui se disperseront en cinq dans un monde et les cinq restants dans l'autre monde. Après une fusion Anti Venom se transforme dans l'atrocité.[incompréhensible]
- Dans le jeu vidéo Life Is Strange (2015) : en cours de photographie, la protagoniste Max Caufield découvre qu'elle pourrait remonter le temps. Il s'agit là d'un voyage antérograde. D'ailleurs, le jeu vidéo montre l'utilité du voyage dans le temps dans des conditions réelles lorsque ce dernier est considéré tel une capacité. Cette compétence peut influencer les choix importants de l'héroïne, car si l'on connaît les conséquences de chaque possibilité, on saura faire le bon choix.

### Cinéma, séries et dessin animé
- Dans Sirius (1942) de Dezsõ Ákos Hamza, le professeur Sergius invente une machine capable de voyager dans le temps.
- Dans le moyen-métrage La Jetée (1962), puis le long-métrage 12 Monkeys (1995, titre français L'armée des douze singes) et la série du même nom (2015-2018) qui s'en sont inspirés, une équipe de scientifiques mène une expérience consistant à envoyer un homme dans le passé afin qu'il empêche la propagation d'un virus. La condition pour que l'homme puisse échapper à la démence est qu'il éprouve un très fort attachement affectif pour une scène de ce passé. Il est révélé à la fin qu'alors qu'il était enfant, le protagoniste a assisté à sa propre mort, en tant qu'adulte venu du futur — or c'est précisément cette scène qui l'obnubilait. Autre paradoxe : dans La jetée, il est indiqué qu'à l'occasion d'un bref voyage dans le futur, les humains du futur fournissent au protagoniste une source d'énergie gigantesque sous forme d'un module compact, permettant de résoudre les périls de l'humanité du présent — or, sans la fourniture de ce module, l'humanité du présent n'aurait pas pu devenir l'humanité du futur, étant alors menacée d'extinction à brève échéance.
- Dans la série britannique Doctor Who, le docteur voyage dans le temps ainsi que dans l’espace, parfois les deux combinés, à bord du TARDIS.
- La série Au cœur du temps (1966-1967) est entièrement consacrée au voyage dans le temps.
- Gandahar (1977).
- Dans Star Trek, le voyage dans le temps est un thème qui revient fréquemment dans les séries, ainsi que dans les films.
- Les Maîtres du temps (1982).
- Dans The Terminator (1984), un androïde est envoyé dans le passé pour assassiner Sarah Connor, la mère du futur leader de la résistance humaine, John Connor, avant la naissance de celui-ci, tandis qu'un soldat humain, Kyle Reese, est envoyé à la même époque par John Connor lui-même pour la protéger ; il s'avère que le soldat est lui-même le père de John Connor, conçu pendant l'unique nuit passée avec Sarah Connor. Ce paradoxe est revisité à plusieurs reprises dans les volets suivants de la franchise, jusqu'à l'absurde, comme lorsque dans Terminator Genisys le Terminator T-800 demande avec insistance à Kyle Reese et Sarah Connor s'ils ont copulé (« Did you mate?! »), cet acte sexuel étant la condition sine qua non de tout ce qui s'ensuit.
- Dans Retour vers le futur (1985), la possibilité d'une destruction de l'univers du fait des violations de lois physiques est évoquée par le Doc, mais un simple malaise suit la rencontre des deux Jennifer. Néanmoins Biff disparaît lorsqu'il voyage dans le temps en 1955 (visible dans les scènes coupées).
- Dans Timescape (1992), des voyageurs temporels assistent en touristes spectateurs aux grandes catastrophes de l'histoire humaine mais sans modifier les événements en cours, le héros du film Ben Wilson jeune veuf avec sa fille va lui, vouloir intervenir, déclenchant une importante modification de l'histoire présente.
- Le film Les Visiteurs propose lui une règle selon laquelle un objet ancien téléporté dans le présent, et qui s'approcherait à moins de 100 mètres de son double actuel, engendrerait de violentes réactions météorologiques, ainsi qu'une explosion où les deux objets fusionneraient en un seul.
- Si dans certains cas le voyage dans le temps se passe bien comme Le vol du Blue Yonder (1985) où le garçon en risquant sa vie sauve son grand-père aviateur d'une mort prématuré et de même un père et sa famille dans Timestalkers (1987), d'autres par contre, s'en servent de manière malfaisante comme Jack l'éventreur pour tuer dans C'était demain (1979) ou bien le gouvernement pour empêcher les gens de modifier le futur comme dans The Time machine (1978) et Chasseurs de frissons de 1999, étant aussi caché et classé Secret Défense comme Timecop (1994).
- Ce principe de violations des lois physiques déjà cité est repris dans le film Timecop, selon lequel, si une personne touche son double du passé ou du futur, une violente réaction transforme les deux personnes en amas de chair qui se désintègre ensuite.
- Dans Code Quantum (1989-1993) le docteur Samuel Beckett saute d'une époque à une autre, au cours de la seconde moitié du XXe siècle aux États-Unis, en s'incarnant dans les corps de personnes existantes. Convaincu que son périple n'est pas dû au hasard Sam Beckett essaie de réparer les erreurs du passé, espérant que son prochain saut le ramènera à sa propre époque et dans son propre corps.
- Dans Harry Potter et le Prisonnier d'Azkaban (2004), Hermione utilise, avec l'aide de Harry, un retourneur de temps pour sauver l'hippogriffe de Rubeus Hagrid et Sirius Black du baiser du détraqueur.
- Dans le film de Mamoru Hosoda sur La Traversée du temps de 2006, la lycéenne Makoto traverse le temps à plusieurs reprises.
- Dans la série Lost (2004-2010), plusieurs des protagonistes voyagent dans le temps malgré eux, et deviennent eux-mêmes les acteurs d'événements survenus une trentaine d'années plus tôt, dont ils avaient eu vaguement connaissance mais sans être au courant de leur propre implication. L'un des personnages, Daniel Faraday, se retrouve face à sa propre mère, alors plus jeune que lui, qui le tue d'un coup de fusil, ne sachant pas qui il est et le percevant comme une menace. Plus tard, sa mère, Eloise Hawking, est consciente de cette tragédie mais sait qu'elle ne peut ni ne doit l'éviter, parce que, comme elle l'explique à un autre personnage, « l'univers régule sa propre trajectoire », ou encore, comme l'explique Daniel Faraday, qui est physicien, « ce qui est arrivé est arrivé » (y compris ce qui est arrivé dans le passé mais a été causé par un personnage venu du futur, rendant donc inévitable cet événement futur qu'est le voyage dans le passé). À un autre moment, lors d'une série de sauts dans le temps successifs, John Locke (ou plus exactement son imposteur, le « Smoke Monster » qui a pris son apparence) demande à Richard Alpert de remettre à John Locke lui-même (qui a ce moment vient du passé) une boussole qu'il possède, laquelle en elle même n'a rien de particulier (« elle pointe le Nord »), afin qu'il la remette à Richard Alpert dans un passé plus éloigné (à l'occasion d'un prochain saut dans le temps), et ce dernier la garde jusqu'à ce jour où il la remettra à John Locke — ainsi la boussole circule en boucle, de John à Richard et de Richard à John, sans qu'on puisse déterminer quelle en est l'origine.
- Dans la Trilogie des gemmes (2009-2010), il est question de douze voyageurs du temps qui peuvent retourner dans le passé à l'aide d'une machine appelée le Chronographe.
- Dans la seconde moitié de la saison 3 de la série américaine Once Upon a Time (2013-2014), la Méchante Sorcière de l'Ouest alias Zelena a pour objectif de voyager dans le passé pour effacer l'existence de sa demi-sœur Regina et ainsi obtenir tout ce qu'elle n'a jamais eu. Après l'apparente disparition de celle-ci, ce sont finalement Emma et le Capitaine Crochet qui voyageront dans le passé à l'époque de la rencontre des parents d'Emma.
- Un voyageur temporel est au cœur de l'intrigue de l'épisode 6-05 Time will tell (2013) de la série policière américaine Castle. Cet homme proclame, en guise d'explications pour sa présence sur les lieux d'un meurtre, qu'il est venu du futur pour empêcher certains événements funestes de se produire et de bouleverser le destin de l'humanité. L'épilogue de l'épisode, en forme de paradoxe temporel non élucidé, laisse planer un doute sur la véracité ou non de son voyage dans le temps et de ses divulgations de l'avenir. Et dans la suite de la série, un certain nombre de ses annonces sur le futur des deux héros Richard Castle et Kate Beckett se vérifieront ou connaîtront au moins un début de réalisation, sans que l'on puisse savoir s'il s'agit de simples coïncidences ou non.
- Dans la série Outlander (2014), Claire se retrouve accidentellement propulsée en pleine campagne écossaise en 1743.
- Dans Mr Peabody et Sherman (2014) un chien et un enfant voyagent dans le temps.
- Dans le film Prédestination (2014), le personnage principal s'enfante avec lui/elle-même.
- Dans la série espagnole Le Ministère du temps, des portes temporelles permettent de retourner dans le passé à des dates prédéfinies. Une administration officieuse (le Ministère du temps) a pour tâche de préserver l'histoire d'Espagne contre les tentatives de modifications dues aux utilisations frauduleuses ou accidentelles de ces portes.
- Dans le film Alice de l'autre côté du miroir (2016), Alice n'hésite pas à partir dans « l'océan du temps » (grâce à la « chronosphère »), pour sauver son ami le chapelier.
- La série Les Légendes de Demain, qui se déroule dans l'univers de DC Comics(Arrowverse), est entièrement centrée sur le voyage temporel. Toujours dans l'univers DC Comics (Arrowverse) il y a la série The Flash où Barry Allen ainsi que d'autres « supersoniques » voyageront dans le temps à plusieurs reprises a travers les différentes saisons
- Puis hors Arrowverse mais toujours dans l'univers DC Comics il y a le Film The Flash (2023) où Barry Allen voyagera dans le temps pour tenté de sauvé sa mère ayant été assassiné 15 ans plus tôt.
- Dans la mini-série 11/22/63 (2016), adaptée du roman de Stephen King, le protagoniste cherche à empêcher l'assassinat de John F. Kennedy, président des États-Unis d'Amérique, survenu le 22 novembre 1963. Pour ce faire, il utilise une brèche dans le passage temporel et se rend en 1960 — mais ses actions ont des effets imprévus.
- Dans la série américaine Timeless (2016-2018), les trois héros (Lucy, Wyatt et Rufus) doivent voyager à plusieurs époques pour empêcher un groupe de terroristes mené par Garcia Flynn de changer l'histoire.
- Dans la série Les Voyageurs du temps (2016-2017), des équipes de « voyageurs » sont envoyés au XXIe siècle depuis le futur pour empêcher des catastrophes naturelles (chute d’astéroïde) ou humaines (virus, guerre...) de se produire, et ainsi changer le cours de l’histoire.
- Dans la série Dark (2017-2020), Jonas, retournant 33 ans en arrière grâce à un trou de ver, découvre que son père n'est autre que le petit-frère de son meilleur ami.
- Dans la série Umbrella Academy (2019), « Numéro 5 » est capable de voyager dans le temps.
- Dans Avengers Endgame (2019), voyage dans le temps via le monde quantique.
- Dans la mini-série Bodies (2023), un même cadavre est retrouvé à 4 époques différentes par 4 enquêteurs qui cherchent à élucider son meurtre avant de comprendre que le corps vient d'une époque où le voyage dans le temps est possible.
- La série The Time Traveler's Wife (2022) raconte l'histoire des rencontres entre un homme qui voyage dans le temps de manière erratique, et son épouse. Elle le connait depuis son enfance, mais lui ne la rencontrera que bien plus tard. La série a été annulée au bout de 6 épisodes par HBO malgré ses grandes qualités d'écriture et de réalisation.
- La mini-série Les 7 vies de Léa (2021) met en scène Léa, une adolescente un peu perdue qui découvre un cadavre dans les gorges du Verdon. La nuit venue, elle s'endort et se réveille dans un autre corps, 30 ans plus tôt. Elle va tenter d'empêcher la mort de la personne qu'elle a trouvée.
- Liste des épisodes de Fantômette#Épisode 9 : Fantômette et le Passé recomposé

### Autres
- Gilles Ciment#La Cité internationale de la bande dessinée et de l'image